# Lorigné
Lorigné är en kommun i departementet Deux-Sèvres i regionen Nouvelle-Aquitaine i västra Frankrike. Kommunen ligger i kantonen Sauzé-Vaussais som tillhör arrondissementet Niort. År 2022 hade Lorigné 302 invånare.

## Befolkningsutveckling
Antalet invånare i kommunen Lorigné
| Referens: INSEE |